# Sponsoring Consortium for Open Access Publishing in Particle Physics

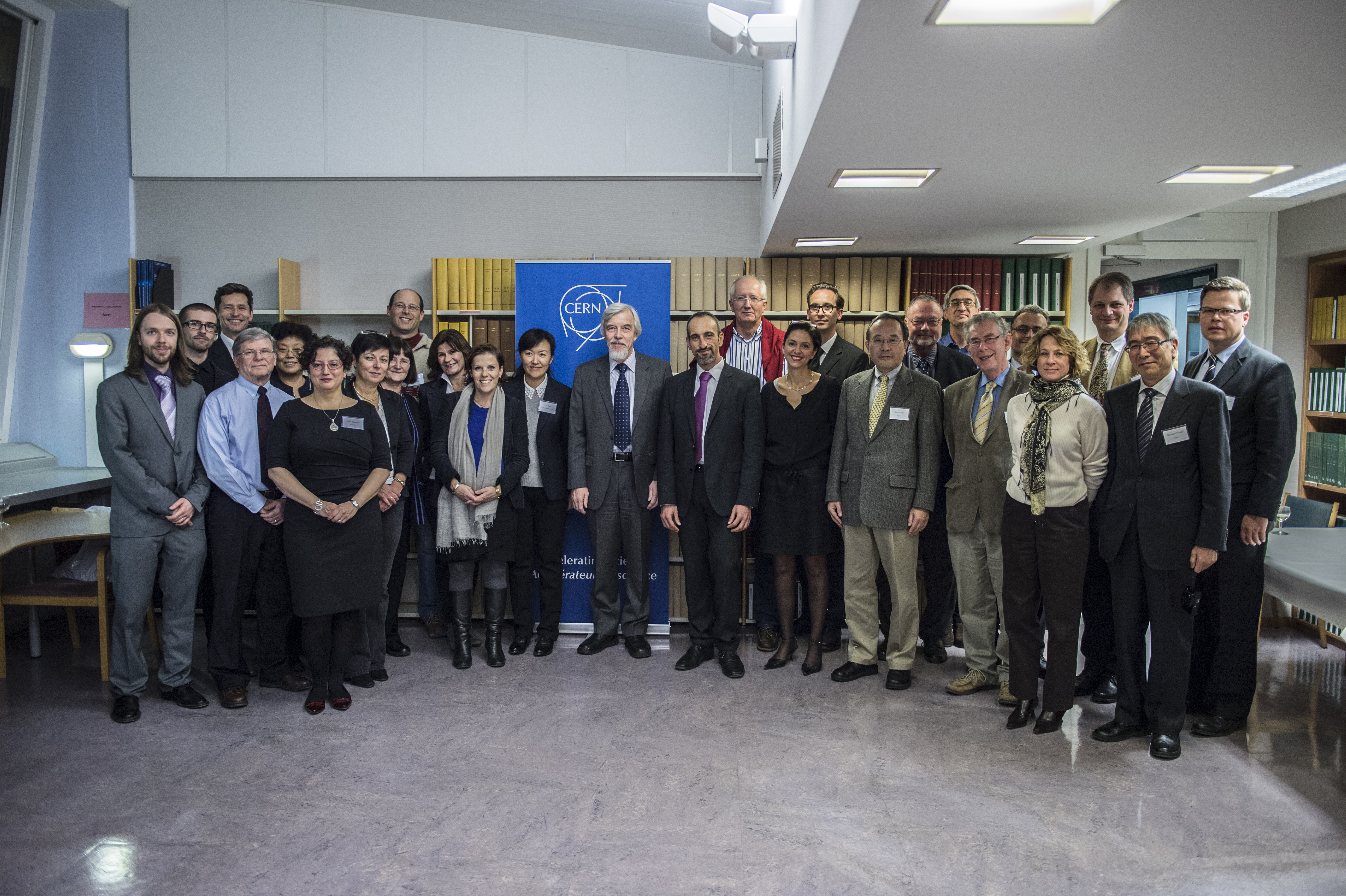
Réunion des partenaires de SCOAP3 au CERN le 4 décembre 2013

Le Sponsoring Consortium for Open Access Publishing in Particle Physics (ou SCOAP 3) est un consortium international de la communauté de la physique des hautes énergies visant à rendre en accès libre les revues traditionnelles de physique en accès fermé, afin que tout le monde puisse les lire et les réutiliser, et alléger la charge du coût de publication. Selon les termes de l'accord, les auteurs conservent les droits d'auteur et les articles publiés sous SCOAP 3 sont à perpétuité sous une licence Creative Commons. L'initiative est promue par le CERN en collaboration avec des partenaires internationaux,,,,,,,
Les pays participant à l'accord parrainent les revues SCOAP 3 par le biais du consortium et contribuent financièrement au prorata de leur production scientifique.

## Revues participantes
SCOAP3 intègre des revues qui publient principalement des articles sur la physique des hautes énergies, ainsi que les articles d'autres revues qui ont été soumis par leurs auteurs dans la catégorie correspondante sur arXiv.org. Chaque année, plus de 4 000 articles sont publiés en libre accès dans le cadre de l'initiative.
En 2012, SCOAP 3 a conclu des accords avec 12 revues par abonnement pour rendre leurs articles librement accessibles. Cet accord couvrirait 90 % de tous les articles publiés sur la physique des particules à partir de 2014, Sur les 12 revues originales, deux se sont retirées de l'accord : Physical Review C et Physical Review D,. En 2016, SCOAP3 a annoncé la prolongation de l'initiative jusqu'en 2019 avec la participation de 8 revues. À partir de 2018, la Société américaine de physique a ajouté trois revues pour un total de 11 soutenues à l'heure actuelle,
Les revues suivantes participent actuellement ou ont participé à la première phase du consortium :
| Journal                                             | Abréviation de la revue | Éditeur                                                            | Participation à la phase I | Participation à la phase II | Participation à la phase III |
| --------------------------------------------------- | ----------------------- | ------------------------------------------------------------------ | -------------------------- | --------------------------- | ---------------------------- |
| Acta Physica Polonica B                             | APPB                    | Université Jagellonne, Académie polonaise des arts et des sciences | 2014 - 2016                | 2017 - 2019                 | 2020 -                       |
| Advances in High Energy Physics (en)                | AHEP                    | Hindaoui                                                           | 2014 -2016                 | 2017 -2019                  | 2020 -                       |
| Chinese Physics C (en)                              | CPC                     | IOP Publishing                                                     | 2014 -2016                 | 2017 -2019                  | 2020 -                       |
| European Physical Journal C (en)                    | EPJC                    | Springer                                                           | 2014 -2016                 | 2017 -2019                  | 2020 -                       |
| Journal of Cosmology and Astroparticle Physics (en) | JCAP                    | IOP Publishing                                                     | 2014 -2016                 |                             |                              |
| Journal of High Energy Physics                      | JHEP                    | Springer                                                           | 2014 -2016                 | 2017 -2019                  | 2020 -                       |
| New Journal of Physics (en)                         | NJP                     | IOP Publishing                                                     | 2014 -2016                 |                             |                              |
| Nuclear Physics B (en)                              | CNLC                    | Elsevier                                                           | 2014 -2016                 | 2017 -2019                  | 2020 -                       |
| Physics Letters B                                   | PLB                     | Elsevier                                                           | 2014 -2016                 | 2017 -2019                  | 2020 -                       |
| Physical Review C                                   | RPC                     | Société américaine de physique                                     |                            | 2018 -2019                  | 2020 -                       |
| Physical Review D                                   | PRD                     | Société américaine de physique                                     |                            | 2018 -2019                  | 2020 -                       |
| Physical Review Letters                             | PRL                     | Société américaine de physique                                     |                            | 2018 -2019                  | 2020 -                       |
| Progress of Theoretical and Experimental Physics    | PTEP                    | Oxford University Press                                            | 2014 -2016                 | 2017 -2019                  | 2020 -                       |

## Programme d'ouverture des livres
En 2022, SCOAP 3 a conclu des partenariats avec des éditeurs universitaires importants, dont Cambridge University Press, Oxford University Press, Springer Nature, Taylor & Francis et World Scientific, pour rendre plus de 100 manuels disponibles en libre accès.

## Membres
Les pays sont généralement représentés par un ou quelques consortiums de bibliothèques, agences de financement ou organismes de recherche qui agissent comme coordinateurs nationaux,, Actuellement, 44 pays ainsi que 3 organisations intergouvernementales (CERN, AIEA, JINR) sont membres du consortium.